# Pratt & Whitney R-2060
R-2060 Yellow Jacket von Pratt & Whitney (P & W) ist die Bezeichnung eines experimentellen Flugmotors mit 2060 cubic inch (Kubikzoll) Hubraum (33,78 Liter), 1000 PS Leistung und Wasserkühlung. Er wurde Anfang der 1930er-Jahre für das US Army Air Corps entwickelt, doch nie in Flugzeugen erprobt oder in Serie gebaut.
Beim R-2060 handelte es sich um einen Viertakt-20-Zylinder-Reihensternmotor, bei dem fünf Zylinderbänke zu je vier Zylindern um die Kurbelwelle angeordnet waren. Im Gegensatz zu den konventionellen Einzel- und Mehrfachsternmotoren von P & W war er nicht luft-, sondern wassergekühlt. Die einteilige, fünffach gelagerte Kurbelwelle war vierfach gekröpft. Die Versatzwinkel der einzelnen Kröpfungen betrugen wie beim Reihen-Vierzylindermotor 0°, 180°, 180°, 0°. So wurden gleichmäßige Zündabstände erreicht (pro 36° Kurbelwellenumdrehung eine Zündung).
In jeder Zylinderbank trieb eine obenliegende (OHC) Nockenwelle die Ventile an. Jede der fünf Nockenwellen wurde von einer separaten Königswelle angetrieben. Alles in allem war der Motor eine für die damalige Zeit fortschrittliche Konstruktion.

## Technische Daten
- wassergekühlter 20-Zylinder-Reihenstern-Viertaktmotor (fünf Zylinderbänke zu je vier Zylindern)
- Hub: 5 inch (127 mm)
- Bohrung: 5.25 in (133,4 mm)
- Hubraum: 2061.7 cubic inch (Kubikzoll) (33,78 Liter)
- erreichte Leistung: 735 kW (1000 PS) bei 3000/min ohne Aufladung
- projektierte Leistung: 1103 kW (1500 PS) bei 3300/min mit Aufladung
- spezifische Leistung: 22 kW/l bzw. 30 PS/l (ohne Aufladung)
- Länge: 1,78 m
- Durchmesser: 1,07 m
- Masse: 544 kg